# Прогресс М-55
Прогресс М-55 — транспортный грузовой космический корабль (ТГК) серии «Прогресс», запущен к Международной космической станции. 20-й российский корабль снабжения МКС. Серийный номер 355.

## Цель полёта
Доставка на МКС более 2400 килограммов различных грузов, в числе которых кислород, воздух, питьевую воду, продукты питания, целевые грузы для проведения экспериментов по программам Российской Академии наук, Европейского космического агентства и Японии, бортовую документацию, посылки и новогодние подарки для экипажа.

## Хроника полёта
- 21.12.2005, в 21:38:20 (MSK), (18:38:20 UTC) — запуск с космодрома Байконур[2];
- 23.12.2005, в 22:46:18 (MSK), (19:46:18 UTC) — осуществлена стыковка с МКС к стыковочному узлу на агрегатном отсеке служебного модуля «Пирс». Процесс сближения и стыковки проводился в автоматическом режиме;
- 19.06.2006, в 18:06:35 (MSK), (14:06:35 UTC) — ТГК отстыковался от орбитальной станции и отправился в автономный полёт.

## Перечень грузов
Суммарная масса всех доставляемых грузов: 2490,83 кг
| Название | Масса (кг) |
| --- | ---------- |
| Топливо в баках системы дозаправки:                                                                                  |            |
| горючее | 199,8      |
| окислитель | 370        |
| Газ в баллонах средств подачи кислорода (СрПК):                                                                      |            |
| Кислород | 62         |
| Воздух | 21         |
| Вода в баках системы «Родник»                                                                                        | 210        |
| Топливо в КДУ для нужд МКС                                                                                           | 250        |
| Грузы, доставляемые в герметичном отсеке (суммарная масса — 1378,03 кг):                                             |            |
| Оборудование для систем:                                                                                             |            |
| обеспечения газового состава (СОГС)                                                                                  | 278,96     |
| обеспечения теплового режима (СОТР)                                                                                  | 14,96      |
| водообеспечения (СВО)                                                                                                | 47,96      |
| управления бортовой аппаратурой (СУБА), управления движением и навигации (СУДН)                                      | 28,74      |
| электропитания (СЭП)                                                                                                 | 77,40      |
| технического обслуживания и ремонта (СТОР)                                                                           | 6,55       |
| бортовой измерительной телеметрической (БИТС)                                                                        | 1,31       |
| Средства санитарно-гигиенического обеспечения (ССГО)                                                                 | 146,50     |
| Средства индивидуальной и противопожарной защиты                                                                     | 97,42      |
| Оборудование для ФГБ «Заря»                                                                                          | 85,21      |
| Контейнеры с рационами питания, свежие продукты                                                                      | 167,56     |
| Медицинское оборудование, бельё, средства личной гигиены и профилактики воздействия невесомости                      | 80,72      |
| Бортдокументация, посылки для экипажа, фото- и видеоматериалы                                                        | 20,58      |
| Оборудование для научных исследований (в том числе аппаратура «Плазменный кристалл-3 плюс»)                          | 134,26     |
| Оборудование для американского сегмента, в том числе продукты питания, средства санитарно-гигиенического обеспечения | 190,56     |

## Фотографии

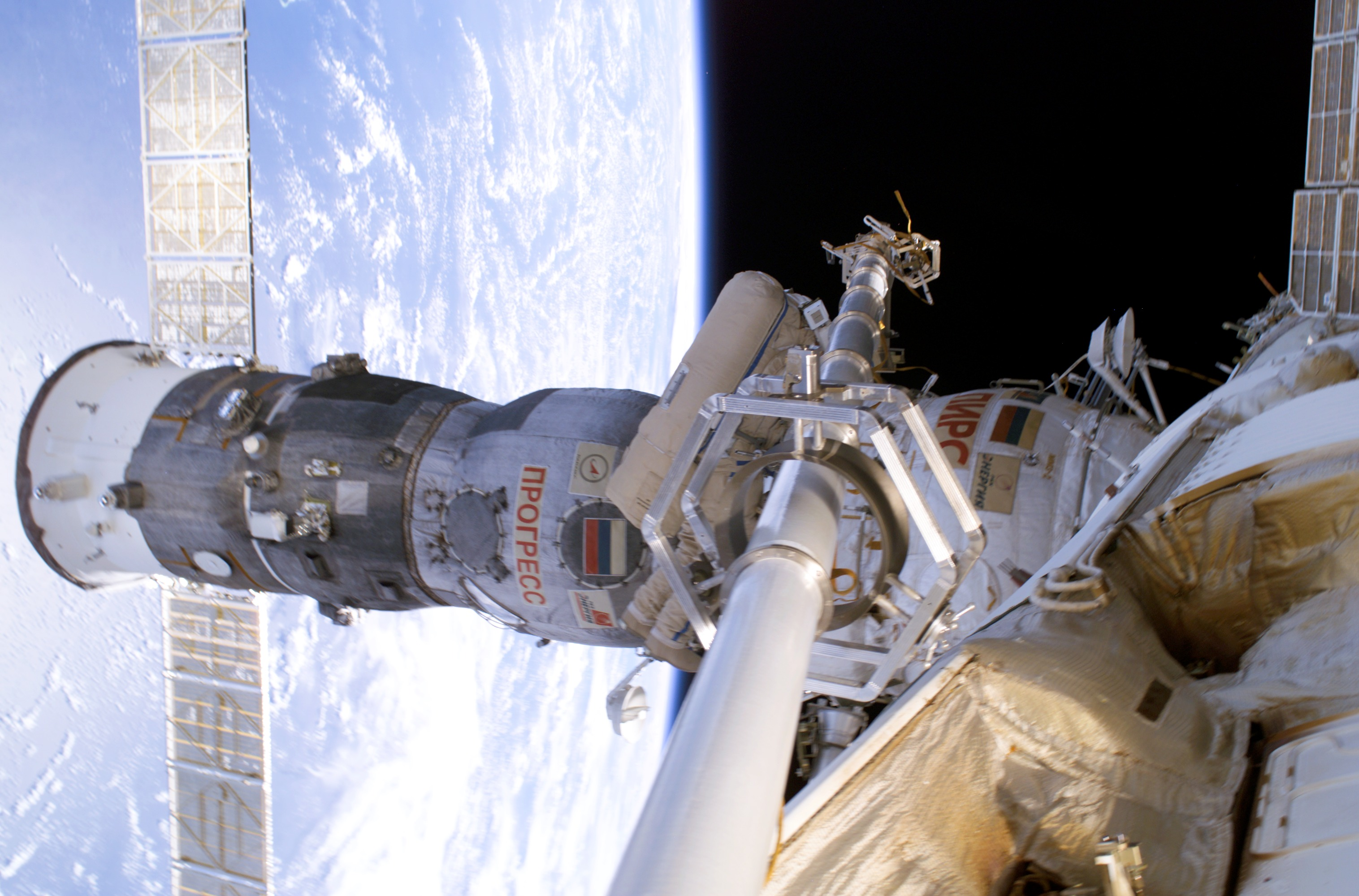
ТГК «Прогресс М-55М» пристыкованный к стыковочному отсеку «Пирс»
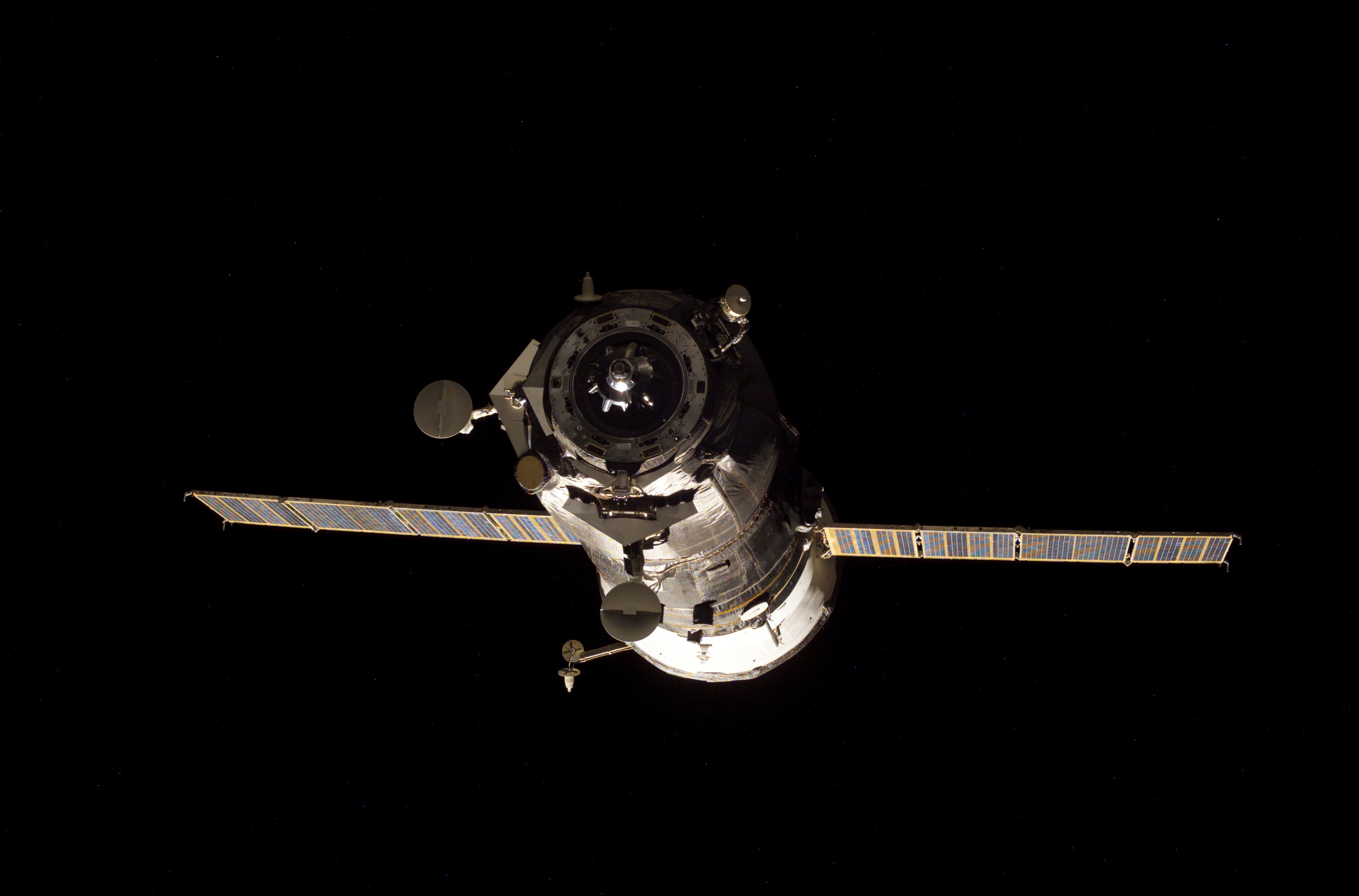
ТГК «Прогресс М-55М» перед стыковкой с МКС